# Stubendorffia botschantzevii
Stubendorffia botschantzevii är en korsblommig växtart som beskrevs av R. Vinogr. Stubendorffia botschantzevii ingår i släktet Stubendorffia och familjen korsblommiga växter. Inga underarter finns listade i Catalogue of Life.